# Scoglio del Mingardo e spiaggia di Cala del Cefalo
Scoglio del Mingardo e spiaggia di Cala del Cefalo este o arie protejată (arie specială de conservare — SAC, sit de importanță comunitară — SCI) din Italia întinsă pe o suprafață de 71 ha, din care 1 % marine.

## Localizare
Centrul sitului Scoglio del Mingardo e spiaggia di Cala del Cefalo este situat la coordonatele 40°01′08″N 15°19′49″E / 40.018889°N 15.330278°E.

## Înființare
Situl Scoglio del Mingardo e spiaggia di Cala del Cefalo a fost declarat sit de importanță comunitară în mai 1995 pentru a proteja 1 specie de plante și 6 specii de animale. Situl a fost protejat și ca arie specială de conservare în mai 2019.

## Biodiversitate
Situată în ecoregiunea mediteraneană, aria protejată conține 9 habitate naturale: Vegetație anuală la limita mareei, Dune mobile de-a lungul țărmului cu Ammophila arenaria („dune albe”), Dune mobile cu vegetație embrionară, Faleze cu vegetație de Limonium spp. endemic de pe coastele mediteraneene, Dune cu tufărișuri sclerofile Cisto-Lavenduletalia, Păduri de pin mediteraneene cu pini mezogeni endemici, Dune împădurite cu Pinus pinea și/sau Pinus pinaster, Dune cu vegetație ierboasă Brachypodietalia cu specii anuale, Dune de coastă cu Juniperus spp..
La baza desemnării sitului se află mai multe specii protejate:
- plante (1): Primula palinuri
- păsări (4): Larus argentatus, Larus audouinii, Larus genei, pescăruș râzător (Larus ridibundus)
- mamifere (2): liliacul mare cu potcoavă (Rhinolophus ferrumequinum), liliacul mic cu potcoavă (Rhinolophus hipposideros)

Pe lângă speciile protejate, pe teritoriul sitului au mai fost identificate 1 specie de plante, 3 specii de reptile.